# Asesinato de Alisha Heinrich
Alisha Ann Heinrich, antes conocida como "Delta Dawn", fue una niña localizada fallecida en el río Escatawpa en Moss Point, Mississippi, en 1982. Fue vista por última vez con su madre actualmente desaparecida, y el novio de su madre, ahora sospechoso de la muerte de ambas. Su identificación fue anunciada el 4 de diciembre de 2020, casi 38 años después de su asesinato. La niña, de aproximadamente 18 meses, había sido sofocada y ahogada en un supuesto filicidio antes de que su cuerpo fuera arrojado desde el puente interestatal 10 en dirección este hacia el río Escatawpa. Su cuerpo fue recuperado entre 36 y 48 horas después de su muerte.
Esta difunta se hizo conocida como "Delta Dawn" y "Baby Jane" debido a su género, su edad y el hecho de que su cuerpo fue descubierto al amanecer cerca del delta del río Escatawpa.

## Puente interestatal 10
Según numerosos testigos, en la madrugada del 3 de diciembre de 1982, se vio a una niña pequeña en la zona de Moss Point, Mississippi, en compañía de una mujer adulta joven que supuestamente habría sido su madre y que estaría cargando a esta niña en sus brazos. Estos avistamientos ocurrieron tanto en la carretera estatal 63 de Mississippi como, más tarde, en la Interestatal 10 Nacional, cerca de la frontera estatal de Alabama. La mujer que llevaba a esta niña en brazos vestía una camisa azul a cuadros y pantalones vaqueros, y fue vista caminando hacia el oeste por la carretera interestatal 10, cerca de las escalas de camiones en la frontera entre Alabama y Misisipi en algún momento entre la medianoche y la una en punto de la madrugada del 3 de diciembre. Según se informa, esta mujer se encontraría en un estado agudo de angustia, pero había rechazado ardientemente cualquier oferta de ayuda de los vehículos que pasaban. Estos informes de testigos oculares posteriormente serían corroborados a los investigadores por el testimonio de una mujer que había estado monitoreando conversaciones de radio CB entre conductores de camiones a primera hora de la mañana del 3 de diciembre y que declaró a los investigadores que numerosos camioneros la habían estado atosigando con lo que ella denominó "cargamento del infierno" con respecto a una mujer obviamente angustiada caminando a lo largo de la Interestatal 10 con una niña descalza, sin abrigo, en sus brazos y que había rechazado repetidamente cualquier oferta de asistencia de los vehículos que pasaban. Se cree que la niña en la compañía de esta mujer era la víctima posteriormente recuperada del río.

## Descubrimiento
Dos días después de estos avistamientos, aproximadamente a las 7:00 a. m. del 5 de diciembre, un camionero llamó a la policía para informar que había visto el cuerpo de una mujer adulta flotando boca abajo cerca de un puente que cruzaba el río Escatawpa a lo largo de la Interestatal 10. La mujer estaba vestida con una camisa azul a cuadros. Este camionero informó inmediatamente de su descubrimiento a la Oficina del Sheriff del Condado de Jackson, y un ayudante del sheriff respondió de inmediato a la escena del avistamiento del conductor de camión; al no encontrar ningún cuerpo flotando en el área general del río en el que se había avistado el cuerpo, el agente decidió continuar la búsqueda, ampliando el radio de búsqueda en el río a medida que lo hacía. Poco después, descubrió el cuerpo de una pequeña niña rubia que yacía parcialmente sumergido y boca arriba entre las malas hierbas cerca del puente. Las autoridades determinaron rápidamente que la niña había sido arrojada desde el puente hacia el área general donde posteriormente se encontró su cuerpo, y que era improbable que el cadáver de esa niña hubiera sido visto por el conductor del camión, dado que la sección del río Escatawpa donde estaba el cuerpo está fuertemente infestada de malas hierbas, lo que hacía que el avistamiento de cualquier cuerpo en esta sección del agua sea muy difícil para los automovilistas que pasan.

## Búsqueda subsecuente
Después del descubrimiento del cuerpo de la niña, la vecindad general del río Escatawpa donde el camionero había avistado el cuerpo de la mujer adulta fue rastreada con la esperanza de recuperar su cuerpo, aunque estos esfuerzos no tendrían éxito. Estas búsquedas se realizaron con la ayuda de helicópteros y botes, aunque el cuerpo de la mujer inicialmente avistada dentro del río Escatawpa nunca se ha encontrado. Sin embargo, si el cuerpo visto flotando en el río el 5 de diciembre no era suyo, nunca se la ha localizado con vida ni se ha presentado a las autoridades.
Aunque la unidad de búsqueda submarina no pudo ubicar el cuerpo de la mujer adulta, esta unidad de búsqueda sí localizó los restos esqueléticos de un hombre afroestadounidense el 8 de diciembre. Se cree que este individuo tenía entre 18 y 22 años, y su cuerpo estaba ubicado debajo del puente I-10 en dirección este aproximadamente a 60 yardas de la escena del descubrimiento anterior del cuerpo de la niña. Este difunto también permanece sin identificar, y aunque los investigadores creen que este individuo también había sido arrojado desde el puente I-10, este fallecido había permanecido sin descubrir durante un mínimo de seis meses, por lo que es muy poco probable que su muerte esté relacionada con el caso.

## Examen físico
Una autopsia realizada al cuerpo de la niña reveló que alguien había intentado asfixiarla antes de que ella entrara al río, aunque la niña todavía estaba viva cuando entró al agua, inhalando agua turbia del río hacia sus pulmones, lo que indicaba que finalmente había muerto ahogada. La causa oficial de la muerte se certificaría como ahogamiento debido a que había inhalado agua al impactar con la superficie del río. Los investigadores también concluirían que había sido arrojada intencionadamente al río desde el puente I-10 en dirección este, muy probablemente por la mujer vista dos días antes de su descubrimiento, con esta mujer posiblemente creyendo que la niña había muerto a través del acto de sofocación.
En vida, Delta Dawn había sido una niña sana, con una edad estimada entre uno y dos años, probablemente entre los 18 meses y los dos años de edad. Doce de sus dientes de leche habían entrado en erupción en el momento de su muerte, lo que influyó en la estimación de esta edad. La niña era caucásica, con cabello rizado rubio fresa, y fue descrita como marcadamente hermosa en apariencia. Debido a que el cuerpo de la niña había permanecido en el río durante aproximadamente 36 a 48 horas antes de su descubrimiento, sus ojos se habían nublado a tal punto que determinar su color exacto era muy difícil, aunque se cree que habían sido azules o marrones. A pesar del daño elemental en los ojos, su cara fue descrita como en una condición "reconocible". Tenía alrededor de dos pies y seis pulgadas de alto, pesaba alrededor de 25 libras y aunque no se encontró comida en su estómago, no mostraba signos de desnutrición. La niña llevaba un vestido a cuadros blanco y negro de Cradle Togs, decorado con tres flores bordadas en la parte delantera, junto con un pañal.

## Funeral
El funeral de esta niña no identificada (que se conocería como "Delta Dawn" y "Baby Jane" tanto por el público como por los medios durante tres décadas) fue financiado principalmente por un diputado local llamado Virgil Moore, quien, junto con su esposa, Mary Ann, inició un llamamiento de recaudación de fondos y donaciones a través de negocios locales y funerarias para garantizar que la niña recibiera un funeral cristiano, siendo la esposa del diputado Moore la persona que posteriormente acuñó uno de los dos nombres con los que se conoció coloquialmente a la niña, horrorizada ante la idea de que la niña simplemente fuera enterrada como una "Jane Doe" (en Estados Unidos, nombre general para indicar una mujer desconocida).
Delta Dawn fue enterrada en el cementerio del condado de Jackson luego de un servicio de una hora de duración en la iglesia Bethel Assembly en Pascagoula. Este servicio se llevó a cabo pocas semanas después del descubrimiento de la niña, después de que todos los esfuerzos por localizar a algún familiar resultaron infructuosos. Al servicio en sí asistieron aproximadamente 200 personas, con cuatro oficiales de policía sirviendo como portadores del féretro. Los principales medios para pagar y llevar a cabo el funeral de la niña fueron donaciones de varios negocios locales y sus empleados, y Delta Dawn fue enterrada bajo un marcador de granito plano con un jarrón de cerámica. Su tumba lleva las inscripciones "Baby Jane" y "Conocida solo por Dios".
En el 25 aniversario del funeral de Delta Dawn, se realizó un servicio conmemorativo en su honor en la Bethel Assembly Church. Este servicio conmemorativo fue organizado por dos mujeres de Alabama llamadas Marjorie Brinker y Lynn Reuss, quienes declararon que no podían comprender "por qué alguien arrojaría un bebé al río de esa manera".

## Secuelas e investigaciones en curso
Se llevaron a cabo extensas búsquedas para encontrar el cuerpo de la mujer que se vio flotando boca abajo dentro del río Escatawpa el 5 de diciembre; y esfuerzos similares para localizar y / o identificar a la mujer angustiada vista caminando a lo largo de la Interestatal 10 llevando a una niña descalza en sus brazos el 3 de diciembre, si el cuerpo visto por el conductor del camión realmente fuera el suyo. Todos los esfuerzos resultaron infructuosos. Se teorizaron varios escenarios en torno a la muerte de Delta Dawn, siendo la afirmación más común de que la mujer vista con la niña pequeña era la madre, que accidental o intencionadamente había causado la muerte de la niña antes de suicidarse.
Tras el descubrimiento del cuerpo de Delta Dawn, periódicos de todo el país informaron sobre el hallazgo y los avistamientos en la Interestatal 10 dos días antes. Estas historias a menudo presentaban reconstrucciones faciales forenses contemporáneas de cómo la niña probablemente habría lucido en vida. Todos los esfuerzos iniciales resultaron infructuosos sobre determinar la identidad de Delta Dawn a través de esta técnica. Un informe contemporáneo de una mujer que informó a los agentes del sheriff que había "regalado" a su hija a un grupo de hombres fue originalmente relacionado con el caso por los oficiales de investigación, aunque estos investigadores determinaron rápidamente que la mujer que solicitaba asistencia tenía un hijo varón, lo que permitió a los investigadores determinar rápidamente este informe como no relacionado.
En 2009, el cuerpo de Delta Dawn fue exhumado para que los investigadores pudieran obtener una muestra de ADN de su cuerpo que podría ingresarse tanto en el Sistema Nacional de Personas Desaparecidas y Desconocidas como en el Centro Nacional para Niños Desaparecidos y Explotados para su comparación con asesinatos sin resolver e informes de personas desaparecidas en todo el país.
Con los avances en la tecnología, en los años transcurridos desde el descubrimiento del cuerpo de Delta Dawn, se realizaron varias reconstrucciones faciales forenses en esfuerzos continuos para identificar su cuerpo. El Centro Nacional para Menores Desaparecidos y Explotados también publicó dos ilustraciones que representaban posibles similitudes sobre cómo Delta Dawn podría haber lucido físicamente en vida; otros artistas forenses también ofrecieron sus propias representaciones en un esfuerzo por descubrir su identidad.
Finalmente, el 4 de diciembre de 2020, la oficina del Sheriff del condado de Jackson, anunciaba que los análisis de ADN la identificaron como Alisha Ann Heinrich, de 18 meses, de Joplin, Misuri, tras su coincidencia con familiares en Misuri de su madre, Gwendolyn Mae Clemons, de 23 años. La joven se había divorciado recientemente del padre de la pequeña. Según los informes, Gwendolyn, su hija y un novio no identificado habían desaparecido "el o alrededor del 24 de noviembre de 1982" de su casa en Kansas City, Misuri. La intención era trasladarse a Florida, donde Gwendolýn informó a su familia que quería comenzar una nueva vida. El novio regresó más tarde a Misuri, solo. Este hombre, actualmente fallecido, fue considerado "de interés" y sospechoso al no volver a tener noticias de ella.
Las circunstancias en torno a la muerte de la niña continuaron siendo investigadas, y seguía siendo incierto el destino final de la madre. Antes del anuncio oficial de identificación, se la responsabilizaba en un posible asesinato y suicidio, aunque ahora está en duda y no se descarta un doble homicidio.